# 奧澤爾內 (鮑里斯皮爾區)
50°23′30″N 31°44′56″E / 50.39167°N 31.74889°E
奧澤爾內（烏克蘭語：Озерне）是位於烏克蘭北部的村莊，由基輔州鮑里斯皮爾區的亞霍滕市鎮負責管轄。該村始建於1953年，面積1.2平方公里，海拔高度123米，2001年人口122，人口密度每平方公里101.7人。